# 68 Pułk Zmechanizowany
68 Pułk Zmechanizowany (68 pz) – oddział zmechanizowany Sił Zbrojnych PRL.
Wchodził w skład 20 Dywizji Zmechanizowanej. Stacjonował w garnizonie Budów (Złocieniec).
W 1955 pułk przeformowano w 68 Pułk Czołgów Średnich, a w 1990 w 33 Pułk Zmechanizowany.

## Struktura organizacyjna pułku[2]
- Dowództwo i sztab
- batalion piechoty zmotoryzowanej
  - trzy kompanie piechoty zmotoryzowanej
  - kompania ckm
  - kompania moździerzy
  - pluton armat 57 mm wz. 1943 (ZiS-2)
- kompania czołgów
- dywizjon artylerii
- bateria moździerzy 120 mm
- kompanie: rozpoznawcza, saperów, technicznego zaopatrzenia, łączności
- pluton obrony przeciwchemicznej

Na uzbrojeniu jednostki znajdowało się:
- 10 czołgów średnich T-34/85
- 5 samochodów pancernych BA-64
- 14 armat
- 14 moździerzy
- 3 ciężkie granatniki przeciwpancerne T-21

## Dowódcy
- mjr Karol Biliński (1951-1952)
- mjr Jan Światowiec (1952-1953)
- mjr Hubert Szarejko (1953-1957)